# Insieme canonico
In meccanica statistica, l'insieme canonico è un insieme statistico che rappresenta una misura di probabilità degli stati microscopici del sistema. Si tratta di un sistema chiuso in equilibrio termico con una grande sorgente di calore, detta anche bagno di calore o termostato. 
Talvolta lo si indica come insieme {\displaystyle NVT}: il numero di particelle {\displaystyle (N)}, il volume {\displaystyle (V)}, e la temperatura {\displaystyle (T)} sono costanti del sistema.
La funzione di distribuzione per gli stati di un sistema è data dalla distribuzione di Boltzmann. Una generalizzazione di questo è l'insieme gran canonico, in cui i sistemi si dividono le particelle come pure l'energia; al contrario, nell'insieme microcanonico l'energia di ciascun sistema individuale è fissata.
In alcune derivazioni, il bagno di calore si considera comprendente un gran numero di copie del sistema originale, vagamente accoppiate all'originale e tra di loro, così da dividere la stessa energia totale - questo rende il loro combinarsi descrivibile dalle statistiche di un insieme microcanonico.

## Derivazione
Definendo come segue:
- {\displaystyle S} - il sistema di interesse

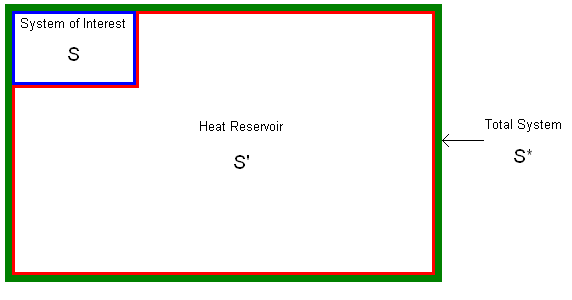
Illustrazione di un sistema di interesse sospeso in un bagno di calore. Il sistema di interesse è piccolo se comparato al bagno di calore.

- {\displaystyle S'} - la sorgente di calore dove si trova {\displaystyle S}; {\displaystyle S} è piccolo in confronto a {\displaystyle S'}
- {\displaystyle S^{*}} - il sistema costituito dall'unione di {\displaystyle S} e {\displaystyle S'}
- {\displaystyle m} - un indice variabile che identifica tutti gli stati di energia del sistema
- {\displaystyle E_{m}} - l'energia dello stato corrispondente all'indice m per il sistema {\displaystyle S}
- {\displaystyle E'} - l'energia associata al bagno di calore
- {\displaystyle E^{*}} - l'energia associata a {\displaystyle S^{*}}
- {\displaystyle \Gamma '} - denota il numero di microstati disponibili ad una particolare energia per la sorgente di calore. Per esempio, {\displaystyle \Omega '(E)} denota il numero di microstati disponibili per la sorgente quando {\displaystyle S} ha energia {\displaystyle E}.

Si suppone che il sistema {\displaystyle S} e la sorgente {\displaystyle S'} siano in equilibrio termico. Lo scopo è calcolare le probabilità {\displaystyle \omega _{m}} che S sia in un particolare stato di energia {\displaystyle E_{m}}.
Sfruttando queste definizioni, l'energia totale del sistema {\displaystyle S^{*}} è data da
{\displaystyle E^{*}=E'+E_{m}}
Si noti che {\displaystyle E^{*}} è costante, dal momento che il sistema combinato {\displaystyle S^{*}} è supposto essere isolato. Si supponga che {\displaystyle S} sia in un microstato indicizzato da {\displaystyle m}. 
Probabilmente il passo chiave della derivazione è che la probabilità che {\displaystyle S} sia all'{\displaystyle m}-esimo stato, {\displaystyle \;\omega _{m}}, è proporzionale al numero corrispondente di microstati disponibili per la sorgente quando {\displaystyle S} è allo stato {\displaystyle m}-esimo. Pertanto,
{\displaystyle \omega _{m}=C'\Gamma '(E')}
per opportuna costante {\displaystyle \;C'}. Usando il logaritmo si ha:
{\displaystyle \ln \omega _{m}=\ln C'+\ln \Gamma '(E')=\ln C'+\ln \Gamma '(E^{*}-E_{m})}
Dal momento che {\displaystyle E_{m}} è piccolo in confronto a {\displaystyle E^{*}}, può essere eseguito uno sviluppo in serie di Taylor; un'approssimazione corretta può essere ottenuta prendendone i primi due termini:
{\displaystyle \ln \Gamma '(E')=\sum _{k=0}^{\infty }{\frac {(E'-E^{*})^{k}}{k!}}{\frac {d^{k}\ln \Gamma '(E^{*})}{dE'^{k}}}\approx \ln \Gamma '(E^{*})-{\frac {d}{dE'}}\ln \Gamma '(E^{*})E_{m}}
La seguente quantità è una costante che è solitamente indicata come {\displaystyle \beta }, conosciuta come beta termodinamica.
{\displaystyle \beta ={\frac {d}{dE'}}\ln \Gamma '(E^{*})=\left.{\frac {d}{dE'}}\ln \Gamma '(E')\right|_{E'=E^{*}}={\frac {1}{k_{B}T}}}
dove {\displaystyle k_{B}} è la costante di Boltzmann.
Infine,
{\displaystyle \ln \omega _{m}=\ln C'+\ln \Gamma '(E^{*})-\beta E_{m}.}
Rendendo esponenziale questa espressione dà:
{\displaystyle \omega _{m}=C'\Gamma '(E^{*})e^{-\beta E_{m}}}.
Il fattore davanti all'esponenziale può essere trattato come una costante di normalizzazione
{\displaystyle C=C'\Gamma '(E^{*}).}
Da questo si ricava la distribuzione canonica:
{\displaystyle \omega _{m}=Ce^{-\beta E_{m}}.}

### Normalizzazione e funzione di partizione
La condizione che le probabilità hanno somma {\displaystyle 1}, ci permette di determinare la costante di normalizzazione {\displaystyle C} come segue:
{\displaystyle \sum _{m}\omega _{m}=1=\sum _{m}Ce^{-\beta E_{m}}=C\sum _{m}e^{-\beta E_{m}}\iff C={\frac {1}{\sum _{m}e^{-\beta E_{m}}}}\equiv {\frac {1}{Z}}},
dove {\displaystyle Z} è conosciuta come funzione di partizione dell'insieme canonico.
Per sistemi dove gli effetti quantistici risultino irrilevanti, la stessa quantità si può esprimere anche con un integrale di fase sulle variabili classiche di posizione {\displaystyle q} e momento {\displaystyle p} delle particelle in {\displaystyle S}:
{\displaystyle Z=\int e^{-\beta {\mathcal {H}}(q,p)}\,d\Gamma .}

## Conteggio degli stati
Una derivazione alternativa dell'ensemble canonico segue dal conteggio degli stati. Nell'ensemble canonico l'energia non è fissata. Suddividiamo lo spazio delle fasi totale in celle {\displaystyle \Delta \sigma _{i}} tutte uguali e consideriamo un ensemble di {\displaystyle {\mathcal {N}}} sistemi identici, ognuno dei quali si trova in qualche microstato ad un istante fissato. Vogliamo sapere quale sia la probabilità che in ogni cella ci siano {\displaystyle n_{i}} sistemi. Intanto deve essere:
{\displaystyle {\mathcal {N}}=\sum _{i}n_{i}}
dove la somma è estesa a tutte le celle dello spazio delle fasi. Consideriamo la probabilità elementare {\displaystyle p_{i}=n_{i}/{\mathcal {N}}} che un microstato {\displaystyle n_{i}} sia nell'ensemble. Ora nell'ensemble canonico è fissata la temperatura T tramite il bagno termico o la riserva di calore, ma all'equilibrio ci si aspetta che il sistema raggiunga una energia media che chiamiamo {\displaystyle U}. Essa è però la media sull'ensemble di tutte le possibili energie assunte dall'ensemble:
{\displaystyle U=\langle E_{i}\rangle =\sum _{i}p_{i}E_{i}}
o meglio:
{\displaystyle E_{tot}={\mathcal {N}}U=\sum _{i}n_{i}E_{i}}
Questa condizione e quella su {\displaystyle {\mathcal {N}}} sono i vincoli a cui deve soddisfare il sistema. Cerchiamo tutti i modi in cui possiamo distribuire i sistemi {\displaystyle n_{i}} nelle celle {\displaystyle \Delta \sigma _{i}}, moltiplicata per la probabilità elementare {\displaystyle p_{i}} di avere il sistema i dentro la cella {\displaystyle \Delta \sigma _{i}}. Come per il microcanonico, il numero totale di distribuzioni {\displaystyle \{n_{i}\}} è:
{\displaystyle W\{n_{i}\}={\mathcal {N}}!\prod _{i}{\frac {(p_{i})^{n_{i}}}{n_{i}!}}}
Cerchiamo la distribuzione più probabile {\displaystyle \{n_{i}\}^{*}} con il metodo dei moltiplicatori di Lagrange. Usiamo il logaritmo per massimizzare la {\displaystyle W\{n_{i}\}} e usiamo la formula di Stirling per i fattoriali,
{\displaystyle \ln W\{n_{i}\}={\mathcal {N}}\ln {\mathcal {N}}-{\mathcal {N}}-\sum _{i}[(n_{i}\ln n_{i}-n_{i})-n_{i}\ln p_{i}]}
Per trovare il massimo:
{\displaystyle d\ln W\{n_{i}\}=-\sum _{i}[\ln n_{i}-\ln p_{i}]dn_{i}=0\ }
Introduciamo i moltiplicatori di Lagrange per i vincoli:
{\displaystyle \lambda \sum _{i}dn_{i}=0;\,\,\,\,\,-\beta \sum _{i}E_{i}dn_{i}=0}
allora dobbiamo massimizzare:
{\displaystyle \sum _{i}[\ln n_{i}-\ln p_{i}-\lambda +\beta E_{i}]dn_{i}=0\ }
infine:
{\displaystyle \ln n_{i}=\lambda +\ln p_{i}-\beta E_{i}\,\,\Rightarrow \,\,n_{i}=p_{i}e^{\lambda }e^{-\beta E_{i}}}
Troviamo il significato dei due moltiplicatori di Lagrange. {\displaystyle \lambda } è un fattore di normalizzazione: la funzione di partizione canonica:
{\displaystyle Z=\sum _{i}e^{-\beta E_{i}}}
Ora dalla definizione di entropia statistica:
{\displaystyle S=\langle -k_{B}\ln \rho \rangle ={\frac {1}{h^{3N}}}\int d^{3N}qd^{3N}p\rho (-k_{B}\ln \rho )}
dove:
{\displaystyle \rho ={\frac {e^{-\beta H}}{Z}}}
allora:
{\displaystyle S={\frac {1}{h^{3N}}}\int d^{3N}qd^{3N}p\rho [k_{B}\beta H+k_{B}\ln Z]}
Il primo termine tra parentesi rappresenta proprio la media dell'energia sull'ensemble {\displaystyle \langle H\rangle =U}, mentre il secondo termine non dipende dallo spazio delle fasi per cui:
{\displaystyle S=k_{B}\beta U+k_{B}\ln Z\ }
Ora usiamo il fatto che {\displaystyle \partial S/\partial U=1/T} e poiché {\displaystyle \beta (U)} abbiamo:
{\displaystyle {\frac {\partial S}{\partial U}}={\frac {1}{T}}=k_{B}U{\frac {\partial \beta }{\partial U}}+k_{B}\beta +{\frac {\partial }{\partial U}}(k_{B}\ln Z)}
infatti {\displaystyle Z} è funzione di {\displaystyle U} solo attraverso {\displaystyle \beta }, allora:
{\displaystyle {\frac {\partial }{\partial U}}(k_{B}\ln Z)={\frac {\partial }{\partial \beta }}(k_{B}\ln Z){\frac {\partial \beta }{\partial U}}}
{\displaystyle {\frac {\partial }{\partial \beta }}(k_{B}\ln Z)={\frac {k_{B}}{Z}}(-\sum _{i}E_{i}e^{-\beta E_{i}})=-k_{B}U}
In definitiva:
{\displaystyle {\frac {\partial S}{\partial U}}={\frac {1}{T}}=k_{B}\beta \,\,\Rightarrow \,\,\beta ={\frac {1}{k_{B}T}}}
Importante è notare che dalla:
{\displaystyle S=k_{B}\beta U+k_{B}\ln Z\,\,\Rightarrow \,\,U-TS=-k_{B}T\ln Z}
Conosciamo una funzione termodinamica tale che:
{\displaystyle F(T,V,N)=U-TS=-k_{B}T\ln Z\ }
Quindi come l'entropia è il potenziale termodinamico per il microcanonico, calcolabile a partire da {\displaystyle \Gamma }, così l'energia libera di Helmholtz è il potenziale termodinamico per il canonico a partire dalla {\displaystyle Z}. 
Si noti che anche in questo caso bisogna eventualmente considerare il fattore di correzione di Gibbs {\displaystyle 1/N!} per particelle indistinguibili.